# Skórzyn
Skórzyn ([ˈskuʐɨn]; in tedesco: Skyren, tra il 1937 e il 1945 Teichwalde) è un villaggio della Polonia occidentale, situato nel comune rurale di Maszewo, nel distretto di Krosno Odrzańskie, Voivodato di Lubusz. Si trova a circa 10 chilometri a nord-est di Maszewo, a 11 km a nord-ovest di Krosno Odrzańskie, a 39 km a nord-ovest di Zielona Góra e a 71 km a sud di Gorzów Wielkopolski. Prima del 1945 faceva parte della Germania.
L'ex cancelliere tedesco Leo von Caprivi morì qui il 6 febbraio 1899.